# Государственный бюджет
Госуда́рственный бюдже́т — финансовый документ страны, совокупность финансовых смет всех ведомств, государственных служб, правительственных программ и т. д. В нём определяются потребности, подлежащие удовлетворению за счёт государственной казны, равно как указываются источники и размеры ожидаемых поступлений в государственную казну.

## Определение
Деятельность государства по формированию, рассмотрению, утверждению, исполнению бюджета, а также составлению и утверждению отчёта о его исполнении называется бюджетный процесс.
Если запланированные доходы государственного бюджета превышают его расходы, то это называется бюджетный профицит (или профицит бюджета).
Запланированное превышение расходов бюджета над его доходами называют бюджетный дефицит (или дефицит бюджета). Когда при исполнении бюджета уровень дефицита бюджета превышает установленный при утверждении бюджета показатель, или происходит значительное снижение ожидавшихся доходов бюджета, то представительный орган власти (на основе предложений органа исполнительной власти) принимает решение о введении установленного законом механизма уменьшения расходов. Такое «урезание» запланированных бюджетом расходов называется секвестр.

## Доходы и расходы
Доходы государственного бюджета — денежные средства, поступающие в безвозмездном и безвозвратном порядке в соответствии с действующей классификацией и существующим законодательством.
Государственные доходы формируются за счёт:
- налогов, взимаемых как центральными, так и местными органами власти;
- неналоговых доходов, складывающихся из доходов от внешнеэкономической деятельности, а также доходов от имущества, находящегося в государственной собственности;
- доходов целевых бюджетных фондов.

Расходы государственного бюджета — это денежные средства, направленные на финансовое обеспечение задач и функций государственного и местного самоуправления.
Государственные расходы можно подразделить на следующие группы:
- военные;
- экономические;
- на социальные нужды;
- на внешнеполитическую деятельность;
- на содержание аппарата управления.